# Polytechnique (film)
Pour les autres significations, voir École polytechnique.
Pour plus de détails, voir Fiche technique et Distribution.
Polytechnique est un film québécois réalisé par Denis Villeneuve sorti en 2009. Le film est fondé sur les faits réels de la tuerie de l'École polytechnique de Montréal qui eut lieu le 6 décembre 1989 au Québec.

## Synopsis
Polytechnique raconte l'histoire de la tuerie de l'École polytechnique de Montréal, vécue par deux étudiants, Valérie et Jean-François, dont la vie a basculé après qu’un jeune homme s'est introduit dans l'école afin de tuer le plus de femmes possible avant de se suicider. Le film est basé sur les témoignages des survivants du drame survenu à Polytechnique.

## Fiche technique
Sources : IMDb et Films du Québec
- Titre original : Polytechnique
- Réalisation : Denis Villeneuve
- Scénario : Jacques Davidts
- Musique : Benoît Charest
- Conception visuelle : Martin Tessier
- Costumes : Annie Dufort
- Maquillage : Djina Caron (en), Julie Casault
- Coiffure : Martin Rivest
- Photographie : Pierre Gill
- Son : Pierre Blain, Claude Beaugrand, Stéphane Bergeron
- Montage : Richard Comeau
- Production : Maxime Rémillard, Don Carmody
- Sociétés de production : Remstar, Don Carmody Productions
- Sociétés de distribution : Alliance Vivafilm, Remstar Media Partners
- Budget : 6 millions $ CA
- Pays de production :  Canada
- Langue originale : français et anglais (deux versions)
- Format : noir et blanc — 35 mm — 2,35:1 — son Dolby numérique
- Genre : drame
- Durée : 77 minutes
- Dates de sortie :
  - Canada : 
    - 2 février 2009 (première au cinéma Impérial de Montréal)[2]
    - 6 février 2009 (sortie en salle au Québec)
    - 25 août 2009 (DVD)

  - France : 17 mai 2009 (Festival de Cannes 2009)
- Classification :
  - Québec : 13 ans et plus (Violence)[3]

## Distribution
- Karine Vanasse : Valérie Dompierre
- Sébastien Huberdeau : Jean-François
- Maxim Gaudette : le tueur
- Evelyne Brochu : Stéphanie, l'amie de Valérie
- Johanne Marie Tremblay : la mère de Jean-François
- Pierre-Yves Cardinal : Éric
- Pierre Leblanc : Maurice Martineau, recruteur pour le stage
- Francesca Bárcenas : étudiante blessée aux photocopieurs
- Ève Duranceau : étudiante blessée à l'oreille
- Adam Kosh : colocataire du tueur
- Larissa Corriveau : voisine du tueur
- Cynthia Wu-Maheux : étudiante
- Sophie Desmarais étudiante dans le corridor du 3e

## Box-office
| Week-end du                 | Québec | Québec    | Québec      | Reste du Canada | Reste du Canada | Reste du Canada |
| Week-end du                 | Place  | Recettes  | Cumul       | Place           | Recettes        | Cumul           |
| --------------------------- | ------ | --------- | ----------- | --------------- | --------------- | --------------- |
| 6 au 8 février 2009         | 1re    | 326 074 $ | 326 074 $   | 13e             | 214 419 $       | 214 419 $       |
| 13 au 15 février 2009       | 2e     | 281 853 $ | 792 219 $   | 17e             | 220 086 $       | 622 525 $       |
| 20 au 22 février 2009       | 4e     | 152 456 $ | 1 065 750 $ |                 |                 |                 |
| 27 février au 1er mars 2009 | 5e     | 100 610 $ | 1 238 010 $ |                 |                 |                 |
| 6 au 8 mars 2009            | 6e     | 85 642 $  | 1 428 850 $ |                 |                 |                 |
| 13 au 15 mars 2009          | 10e    | 44 204 $  | 1 518 230 $ |                 |                 |                 |

## Autour du film
- L'École polytechnique de Montréal s'est opposée à ce que le film soit tourné sur ses terrains ou à l'intérieur des bâtiments[9],[10].
- Le film a notamment été tourné au Collège de Maisonneuve, au Collège Ahuntsic, dans Griffintown et à Westmount[9].
- Le film a été tourné en français et en anglais[9].
- Le nom du meurtrier, Marc Lépine, n'est jamais prononcé dans le film. Au générique, le nom du personnage est simplement : « Le tueur ». L'équipe de production a évoqué le fait qu'elle ne voulait pas que le tueur d'origine eût droit à une notoriété, puisque, bien souvent, les assassins commettent de tels gestes pour entrer dans l'histoire.
- Karine Vanasse, actrice et productrice associée du film, est la première à avoir l'idée de porter au grand écran la tragédie de Polytechnique[11],[12].

## Distinctions et sélections
- 30e cérémonie des prix Génie : meilleur Film, meilleur réalisateur, meilleur acteur dans un second rôle pour Maxim Gaudette, meilleure actrice pour Karine Vanasse, meilleure photographie, meilleur montage, meilleur montage son, meilleur son, meilleur scénario original. Nommé pour la meilleure musique, nommé pour le meilleur maquillage.
- 12e soirée des prix Jutra : meilleur réalisateur, meilleur acteur dans un second rôle pour Maxim Gaudette, meilleure photographie, meilleur montage, meilleur son. Nommé pour le meilleur film, Nommé pour la meilleure musique.
- Toronto Film Critics Association Awards : meilleur film canadien de l'année 2009.
- Bayard d'or de la meilleure photographie au Festival international du film francophone de Namur en 2009.
- Festival de Cannes 2009 : sélectionné à la Quinzaine des réalisateurs.
- Sélectionné au Festival du film francophone d'Angoulême en 2009.